# 盛車站
盛車站（日语：／ Sakari eki */?）是位於日本岩手縣大船渡市盛町，由東日本旅客鐵道（JR東日本）三陸鐵道與地方第三部門貨運業者岩手開發鐵道所共用的鐵路車站。本站為大船渡市的主要車站之一，也是JR東日本所屬的地方支線大船渡線與三陸鐵道所屬的谷灣線的交會車站，以及岩手開發鐵道的日頃市線與赤崎線的交會點與起點站。日頃市線在1992年之前曾有客運路線的經營，但目前僅保留貨運用途，惟站區內仍可見到當年留下且已被封閉的舊月台。

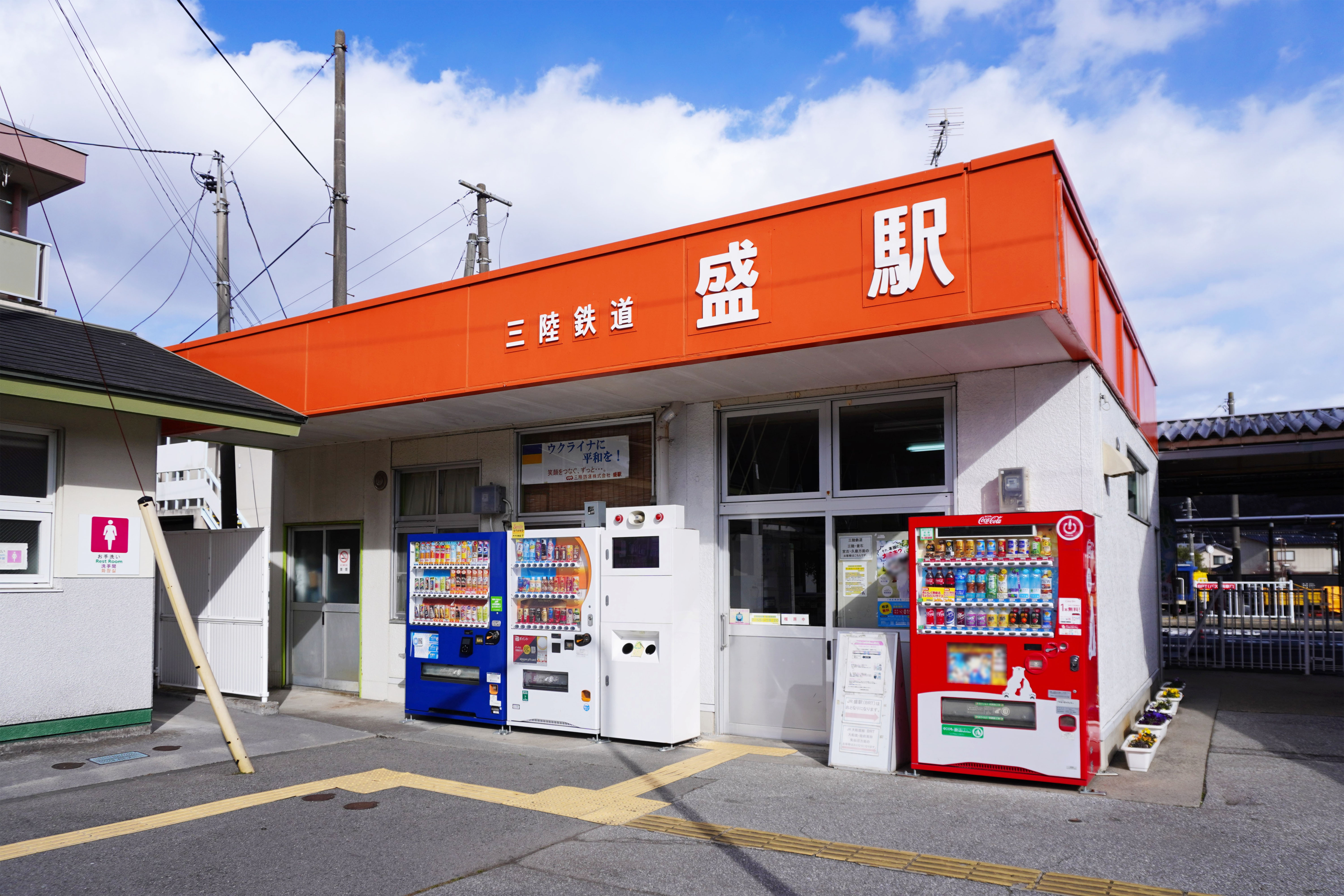
三陸鐵道站房（2024年2月）

## 車站結構
本站為擁有側式月台1面1線與島式月台1面2線，合計2面3線的地面車站。因為配線關係，谷灣線於3號月台到發（包括與大船渡線直通運行的情況）。各月台間透過跨線天橋連絡。2013年4月26日起，1號月台與2、3號月台之間的軌道部分提升為專用道整備以便BRT直通至站內。專用道上設置了橫斷通道，BRT與三陸鐵道使用跨線橋連結。

### 月台配置
| 月台 | 路線            | 目的地         |
| ---- | --------------- | -------------- |
| 1    | ■大船渡線       | 下車專用       |
| 2    | ■大船渡線       | 氣仙沼方向     |
| 3    | ■三陸鐵道谷灣線 | 綾里、釜石方向 |

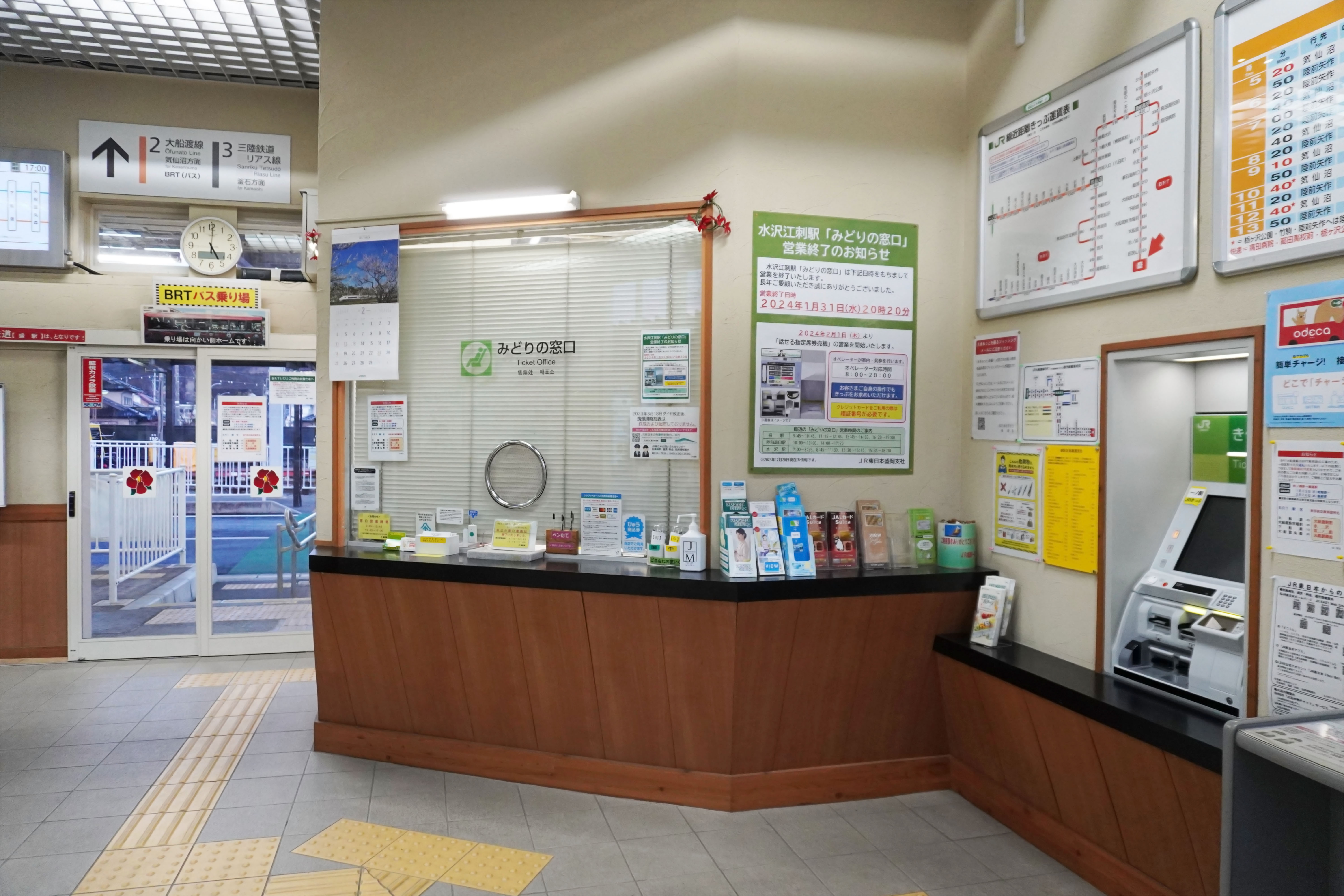
JR驗票口（2024年2月）
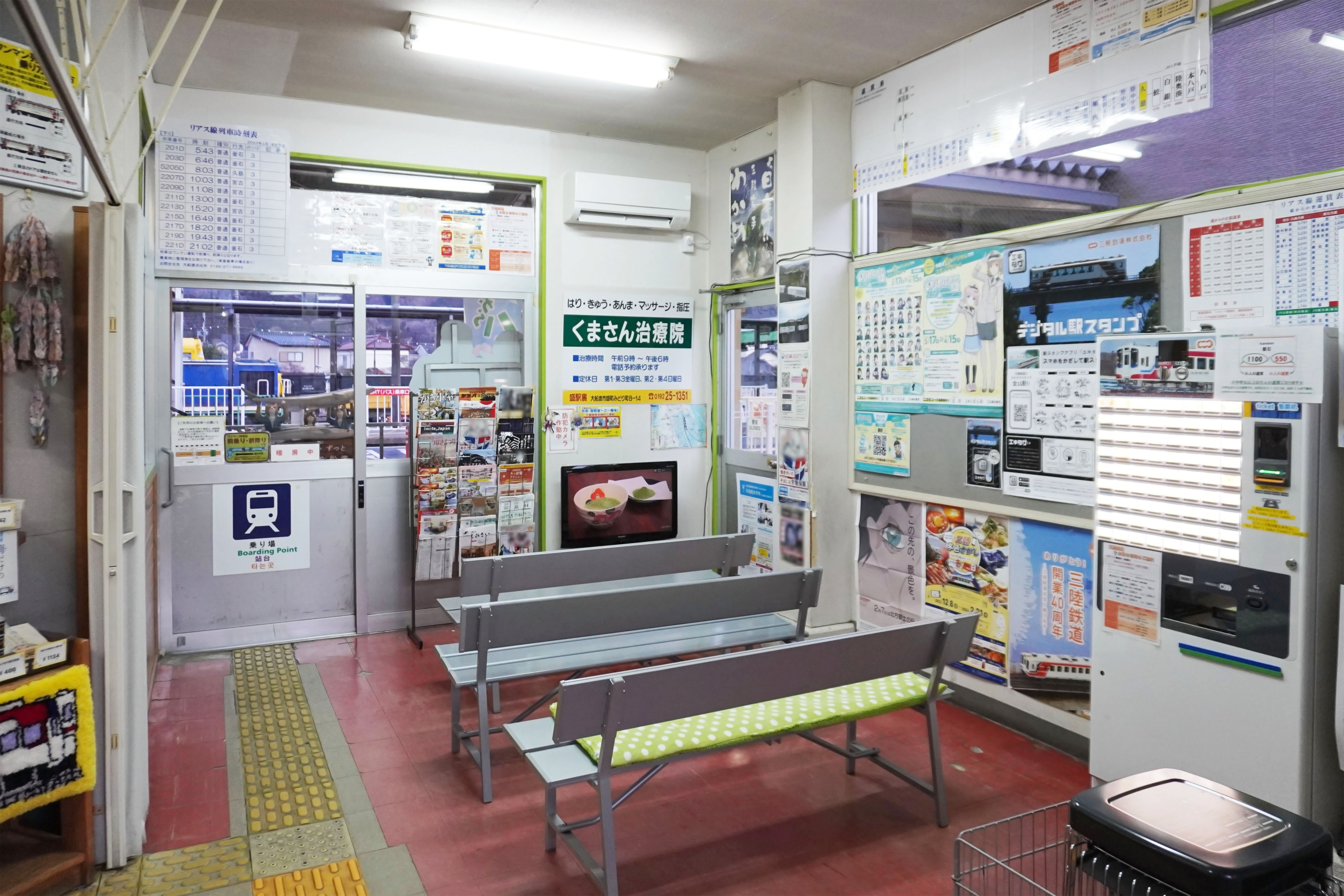
三陸鐵道驗票口（2024年2月）
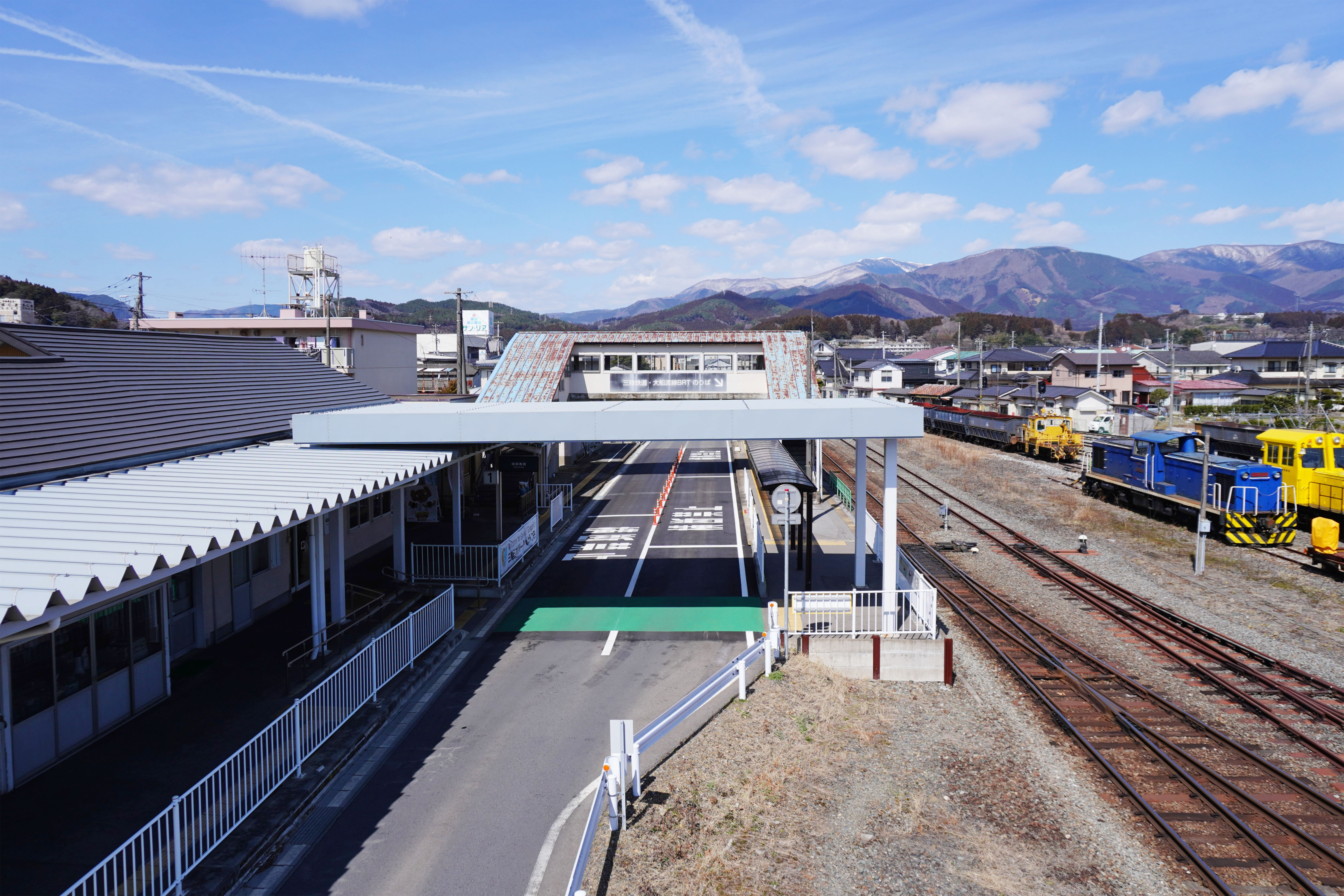
月台全景（2024年3月）

## 相鄰車站
東日本旅客鐵道
■大船渡線
大船渡－盛
三陸鐵道
■谷灣線
盛－陸前赤崎
岩手開發鐵道
日頃市線
盛－豬川－長安寺
赤崎線 
盛－赤崎
- 刪除線為廢站

## 外部連結
- （日語）盛車站（JR東日本） （页面存档备份，存于）